# Yucatántaggstjärt
Yucatántaggstjärt (Synallaxis erythrothorax) är en fågel i familjen ugnfåglar inom ordningen tättingar.

## Utseende och läte
Yucatántaggstjärten är en liten gärdsmygslik fågel med rätt lång stjärt. Rostrött på bröst och vingar avgränsas av ett svart halsband under strupen. Sången återges i engelsk litteratur som ett "whit’chew" eller "whi-whi whit'chew". 

## Utbredning och systematik
Yucatántaggstjärt delas in i tre underarter:
- Synallaxis erythrothorax furtiva – förekommer i låglandsområden i sydöstra Mexiko (Veracruz, Oaxaca och Tabasco)
- Synallaxis erythrothorax erythrothorax – förekommer från sydöstra Mexiko (Yucatánhalvön) till nordvästra Honduras
- Synallaxis erythrothorax pacifica – förekommer i Stillahavslåglandet från södra Mexiko (Chiapas) till El Salvador

Underarten furtiva inkluderas ofta i nominatformen.

## Levnadssätt
Yucatántaggstjärten hittas i snåriga buskage och på igenväxande hyggen. Den är vanligen rätt tillbakadragen och hörs långt oftare än ses.

## Status

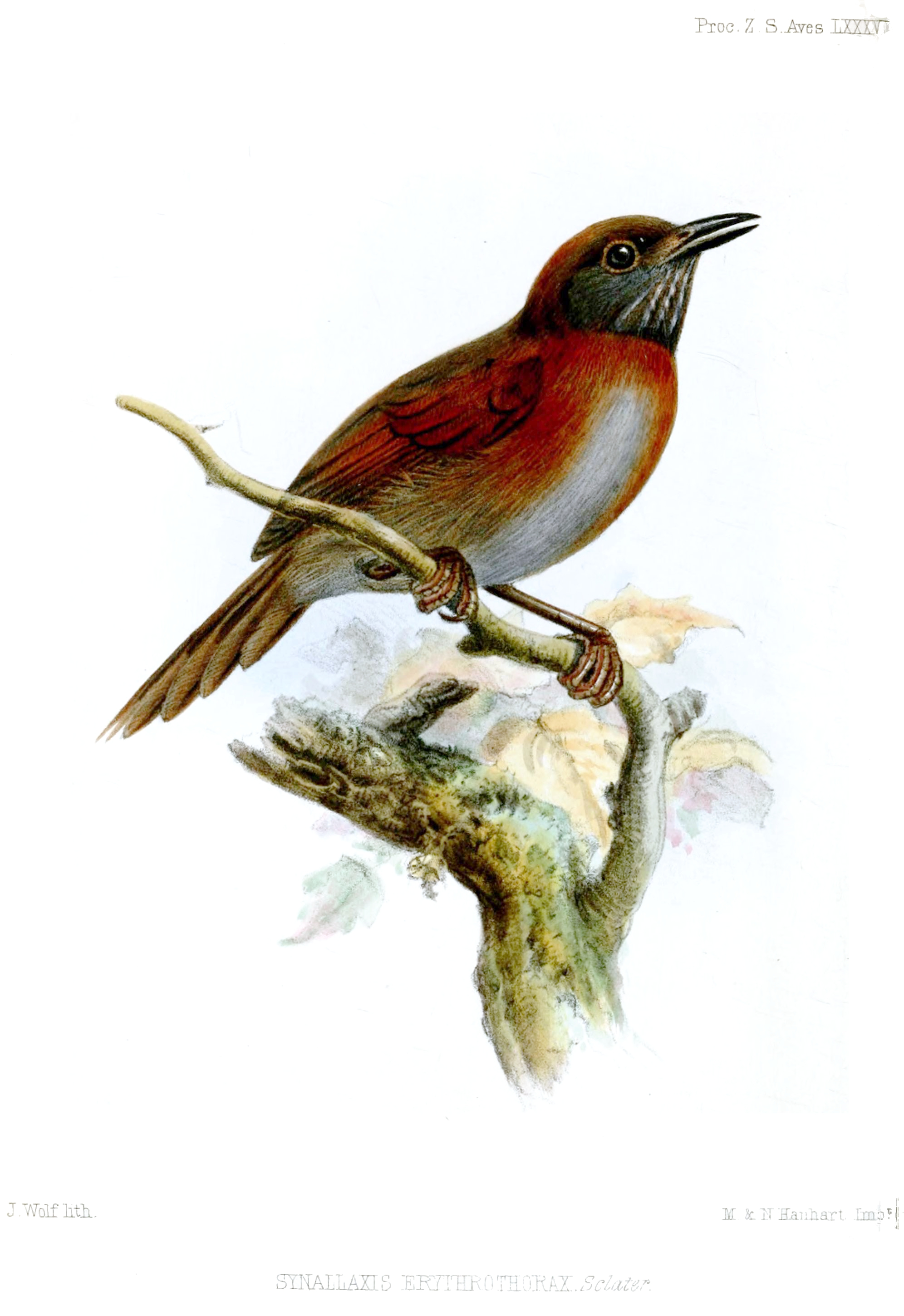

Arten har ett stort utbredningsområde och beståndet anses stabilt. Internationella naturvårdsunionen IUCN listar den därför som livskraftig (LC). Beståndet uppskattas till i storleksordningen 50 000 till en halv miljon vuxna individer.